# مقاطعة سراب
مقاطعة سراب (بالفارسية: شهرستان سراب) هي إحدى مقاطعات محافظة أذربيجان الشرقية في إيران. عاصمة المقاطعة هي سراب، بلغ عدد سكانها 132,094 نسمة في 31,977 عائلة.